# Nasz Dzień Po Dniu
Nasz Dzień Po Dniu – tygodnik regionalny wydawany w każdy wtorek na terenie powiatów nowotomyskiego i grodziskiego
oraz w Gminie Buk w powiecie poznańskim. Gazeta ma charakter publicystyczno-informacyjny i reklamowy, a jej tematyka obejmuje wydarzenia społeczne, polityczne, gospodarcze, kulturalne oraz sportowe na terenie obu powiatów. Istnieje także jej wydanie internetowe. Redaktorem naczelnym jest Krzysztof Figaszewski.